# Ászár-Neszmély
Ászár-Neszmély (en húngaro Ászár-Neszmélyi borvidék) es una región vinícola de Hungría situada en Transdanubia Central. Está reconocida oficialmente en como una de las 22 regiones vinícolas productoras de vino vcprd del país, y como tal es utilizada como denominación de origen. 
Se trata de una región de clima más fresco que la media y con menos horas de sol. Ocupa una superficie de 1.800 ha. de suelos de arena y loess principalmente. Se distinguen dos subregiones: Ászár y Neszmély.
La tradición vinícola de la región se remonta a la Edad Media, aunque no fue hasta el siglo XVIII cuando los vinos de la región empiezan a obtener reputación. 

## Variedades
- Recomendadas: Chardonnay, Olasz rizling, Sauvignon, Szürkebarát.
- Complementarias: Cserszegi fûszeres, Tramini, Királyleányka, Leányka, Rizlingszilváni, Ezerjó.